# كاتارينا تالباخ
كاثرينا ثالباك (بالألمانية: Katharina Thalbach )‏ (و. 1954  م) هي مخرجة أفلام، ومخرجة مسرحية، وممثلة مسرحية، وممثلة أفلام من ألمانيا، وألمانيا الشرقية، ولدت في برلين.

## جوائز
حصلت على جوائز منها:
- نيشان استحقاق صليب الضباط لجمهورية ألمانيا الاتحادية (2015)
- ميدالية كارل تسوكماير  [لغات أخرى]‏ (1997)
- جائزة كونراد وولف [الإنجليزية]‏ (1991)
- صليب وسام الاستحقاق من جمهورية ألمانيا الاتحادية
- نيشان الاستحقاق لبرلين.

## وصلات خارجية
- كاتارينا تالباخ على موقع IMDb (الإنجليزية)
- كاتارينا تالباخ على موقع ميتاكريتيك (الإنجليزية)
- كاتارينا تالباخ على موقع روتن توميتوز (الإنجليزية)
- كاتارينا تالباخ على موقع مونزينجر (الألمانية)
- كاتارينا تالباخ على موقع قاعدة بيانات الأفلام العربية
- كاتارينا تالباخ على موقع ألو سيني (الفرنسية)
- كاتارينا تالباخ على موقع ميوزك برينز (الإنجليزية)
- كاتارينا تالباخ على موقع أول موفي (الإنجليزية)
- كاتارينا تالباخ على موقع قاعدة بيانات الأفلام السويدية (السويدية)
- كاتارينا تالباخ على موقع ديسكوغز (الإنجليزية)